# Strauß-Narzisse

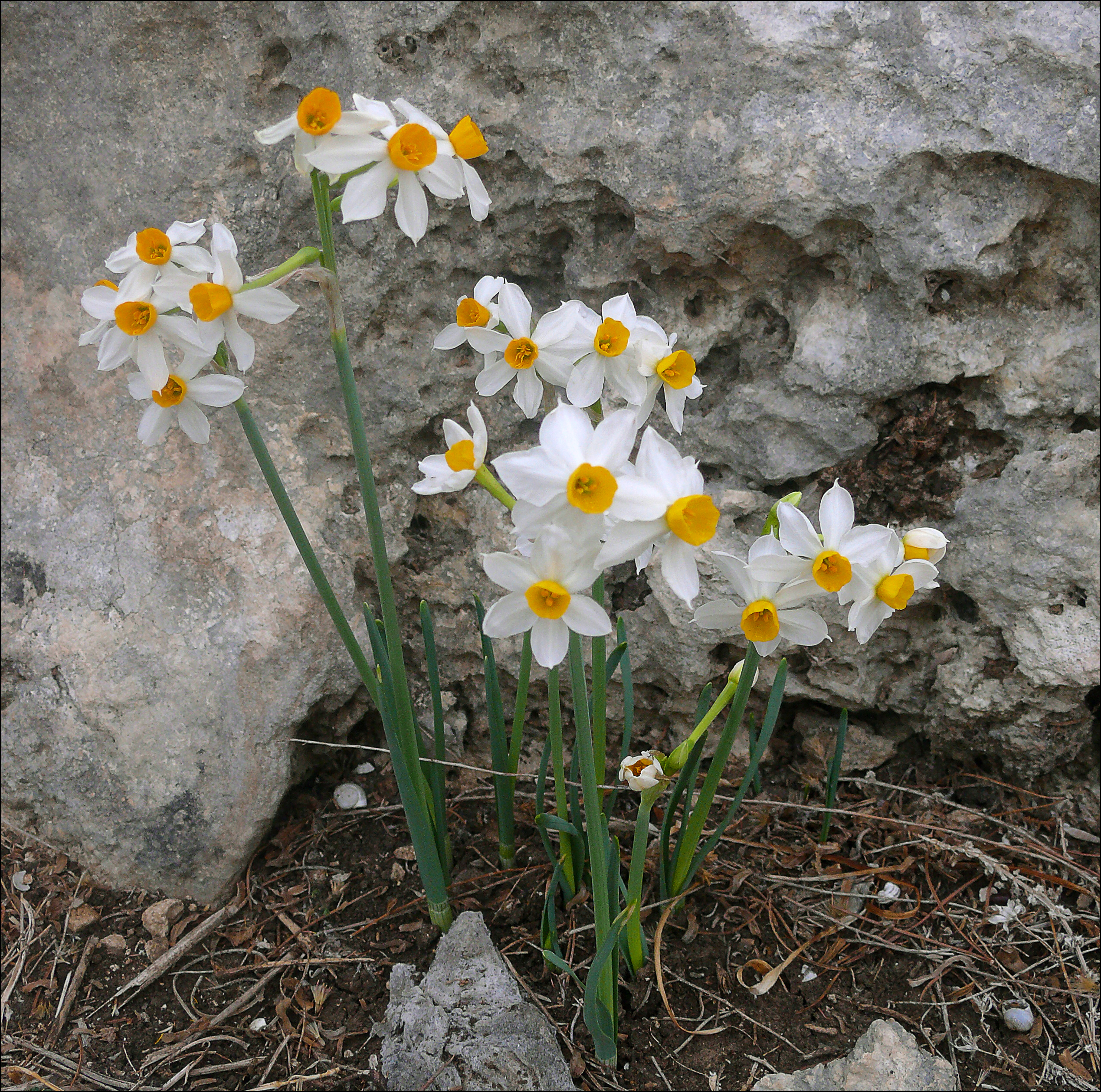
Narcissus tazetta, Israel

Die Strauß-Narzisse (Narcissus tazetta), auch Bukett-Narzisse, Mehrblütige Narzisse oder Tazette genannt, ist eine Pflanzenart aus der Gattung der Narzissen (Narcissus) innerhalb der Familie der Amaryllisgewächse (Amaryllidaceae). Der wissenschaftliche Name tazetta (italienisch, „Tässchen“) bezieht sich auf die Form der Nebenkrone.

## Beschreibung
Strauß-Narzissen sind ausdauernde krautige Pflanzen, die Zwiebeln als Überdauerungsorgane ausbilden, mit teils kontraktilen Wurzeln. Sie erreichen Wuchshöhen von bis zu 30 cm. Anders als andere Arten ist sie nicht winterhart.
Die Blüten sind weiß und haben in ihrer Mitte eine gelegentlich farbige Nebenkrone. Diese Art gehört zu den Narzissen, bei denen die Blüten nicht einzeln auf einem Blütenstandsschaft stehen, sondern ab Dezember bis März hat sie bis zu fünf Blüten auf einem doldigen Blütenstand (daher ihr Name).

## Verbreitung
Die Strauß-Narzisse ist im Mittelmeergebiet (Südeuropa und Nordafrika) beheimatet. Damit ist sie die am weitesten südlich vorkommende Narzissenart. Wilde Populationen finden sich auch im Iran und im Kaschmir. Zumindest in Kaschmir müssen diese jedoch als eingeführt betrachtet werden.
Der in Griechenland Manousakia (Μανουσάκια) genannten Narzissenart kommt als Winterblüher in Gedichten und Liedtexten des Landes eine besondere Bedeutung zu. Ab Ende Dezember werden die als Frühlings(vor)boten geltenden wildwachsenden Narzissen gesammelt und auch auf Märkten verkauft.

## Vermehrung
Vegetativ vermehrt sich die Strauß-Narzisse durch Brutzwiebeln.

## Verwendung
Die Strauß-Narzisse ist als Schnittblume von geringerer Bedeutung als die Gelbe oder Weiße Narzisse. Sie zählt jedoch zu den ältesten in Kultur befindlichen und am frühesten züchterisch bearbeiteten Narzissen. Aufgrund ihres Blühzeitpunkts findet man ihre Sorten gelegentlich schon im Dezember als Weihnachts-Tazette im Handel. Bei der biblischen „Rose von Scharon“ könnte es sich um eine Strauß-Narzisse handeln.